# VK Eendracht Eizer
VK Eendracht Eizer is een Belgische voetbalclub uit Eizer, Overijse. De club is bij de KBVB aangesloten met stamnummer 8425. VKE heeft geel-zwart als clubkleuren en speelt in derde provinciale N3B.